# Jaunutis
Jaunutis (belarús: Яўнут; literalment home jove; batejat: Ioann, "Jawnuta", "Joan" o "Ivan"; ca. 1300 - després 1366) va ser Gran Duc de Lituània des de la mort del seu pare Gediminas el 1341 fins que va ser deposat pels seus germans grans Algirdas i Kęstutis el 1345. Hi ha diverses teories sobre per què Gediminas va escollir Jaunutis, un fill mitjà, com el seu successor. Alguns suggereixen que representava algú acceptable entre els pagans (Algirdas i Kęstutis) i els ortodoxos (Narimantas, Karijotas, Liubartas) fills de Gediminas. Altres afirmen que Jaunutis va ser el fill gran de la segona dona de Gediminas. La tradició diu que Gediminas es va casar dues vegades: amb una duquessa pagana i amb una ortodoxa.Jaunutis no és esmentat a cap font prèvia a la mort de Gediminas.
Es coneix poc sobre els anys en què Jaunutis va governar. Van ser anys de pau, ja que els Cavallers Teutònics estaven encapçalats pel poc efectiu Ludolf König. Els seus germans van ser molt més actius: Algirdas va atacar Mojaisk, l'Orde Livonià, va defensar Pskov; i Kęstutis ajudava Liubartas en les disputes de seccessió al Principat de Galítsia-Volínia. La Crònica de Bychowiec esmenta que Jaunutis era recolzat per Jewna, la presumpta dona de Gediminas i mare dels seus fills. Va morir ca. 1344 i poc després Jaunutis va perdre el tron, si de debò era protegit per la seva mare, suposaria un interessant exemple de la influència que posseïa la reina mare a la pagana Lituània. No obstant una raó concreta per a la seva sortida del poder podria haver estat una gran campanya planejada pels Cavallers Teutònics el 1345. Jaunutis va ser recolzat pel seu germà Narimantas, qui va viatjar fins a la cort de Jani Beg, jan de l'Horda d'Or, per formar una aliança contra Algirdas i Kęstutis. Jaunutis va ser empresonat a Vílnies, però va aconseguir escapar a terres del seu cunyat, Simeó de Rússia, a Moscou. Allà Jaunutis va ser batejat com a Ioann, però no va aconseguir ajut (probablement perquè la seva germana Aigusta, esposa de Simeó, va morir aquell any).
Tant Jaunutis com Narimantas es van haver de reconciliar amb Algirdas. Jaunutis va esdevenir Duc de Zasłaŭje. Se suposa que va morir prop de 1366 perquè és nomenat per última vegada en un tractat amb Polònia aquest any, i no se l'esmenta en un de Livònia el 1367. Va tenir dos fills, Simeó Zaslawski i Michal Zaslawski. Michal va governar Zasłaŭje fins a la seva mort el 12 d'agost de 1399.